# Озеленення дахів

Зелені дахи

Озеле́нення дахі́в або зелені дахи — термін, що позначає частково або повністю засаджені рослинами дахи будівель. Зелені дахи, зазвичай,  містять 4 шари: ізоляційний, дренажний, ґрунтовий та рослинний.

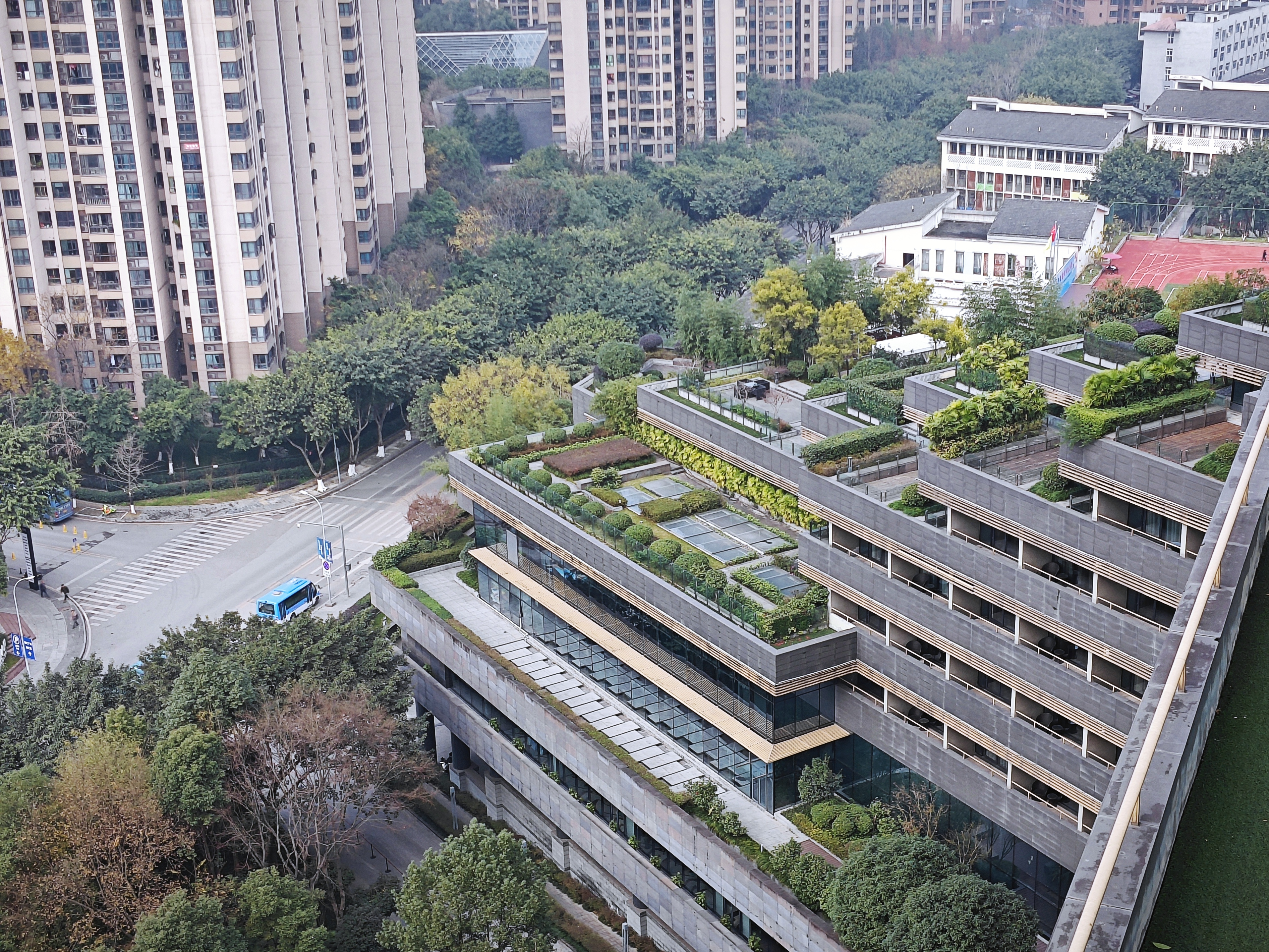
Зелені дахи

Зелені дахи допомагають зменшити ефект міського теплового острова, покращують якість повітря й поглинають парниковий вуглекислий газ, керують зливовими водами та забезпечують термоізоляцію, що сприяє енергоефективності й енергозбереженню, та адаптації до зміни клімату. Окрім екологічних переваг, зелені дахи створюють естетично привабливі простори, які можуть покращувати ментальне здоров'я людей, та підтримують біорізноманіття в містах, створюючи середовище існування для птахів, комах і рослин. Озеленені дахи поглинають дощову воду (таким чином, знімаючи навантаження з дощових каналізацій і не даючи відносно чистій дощовій воді змішатися зі стічними водами), забезпечують захист від міського шуму і від холоду, а також захищають будівлі від перегріву в спеку (що, крім природного підвищення комфорту, значно знижує витрати на кондиціонування та в кілька разів продовжує життя самих дахів, рятуючи їх від погодних впливів).

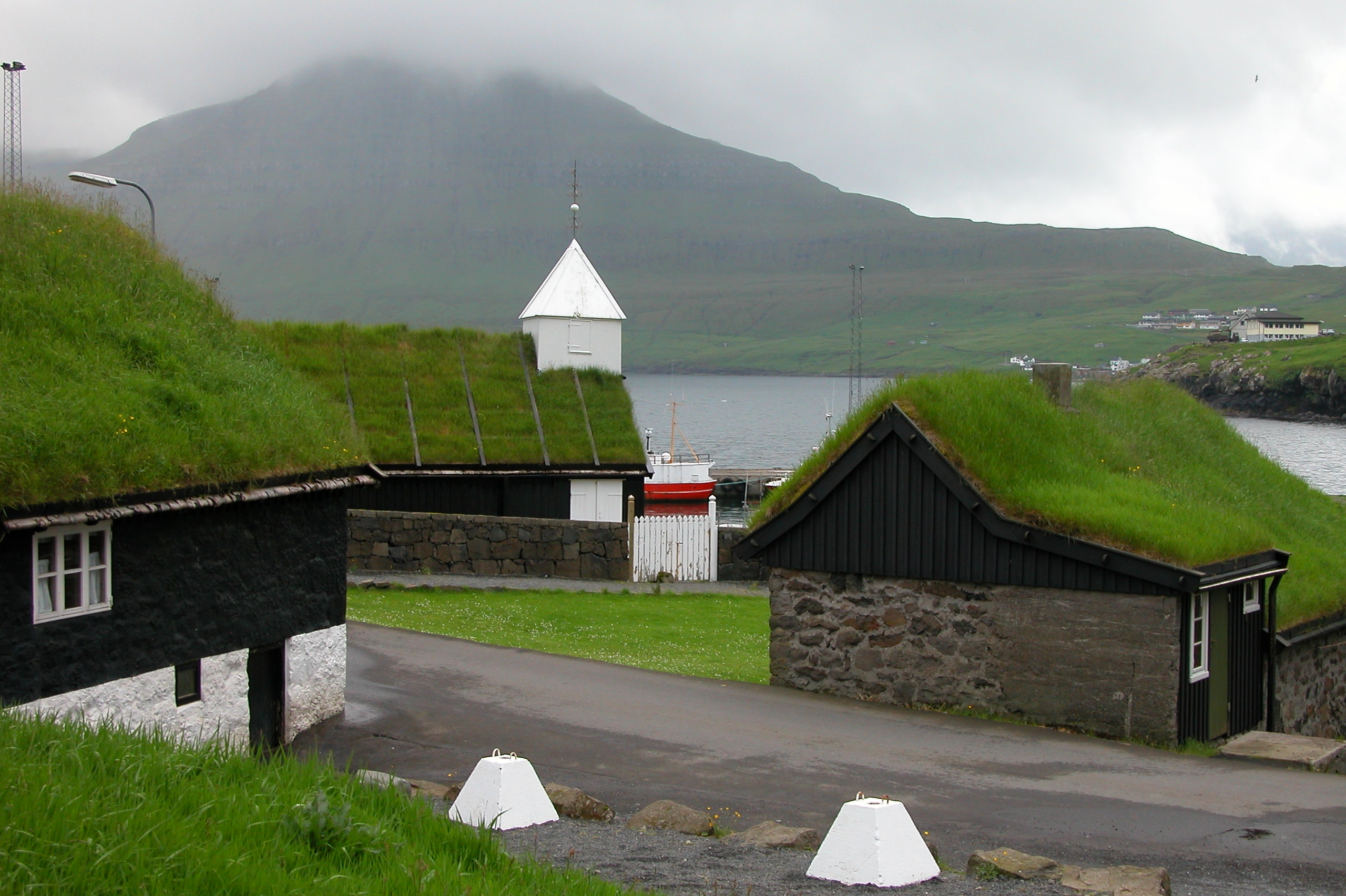
Традиційні деренові будинки на Фарерських островах

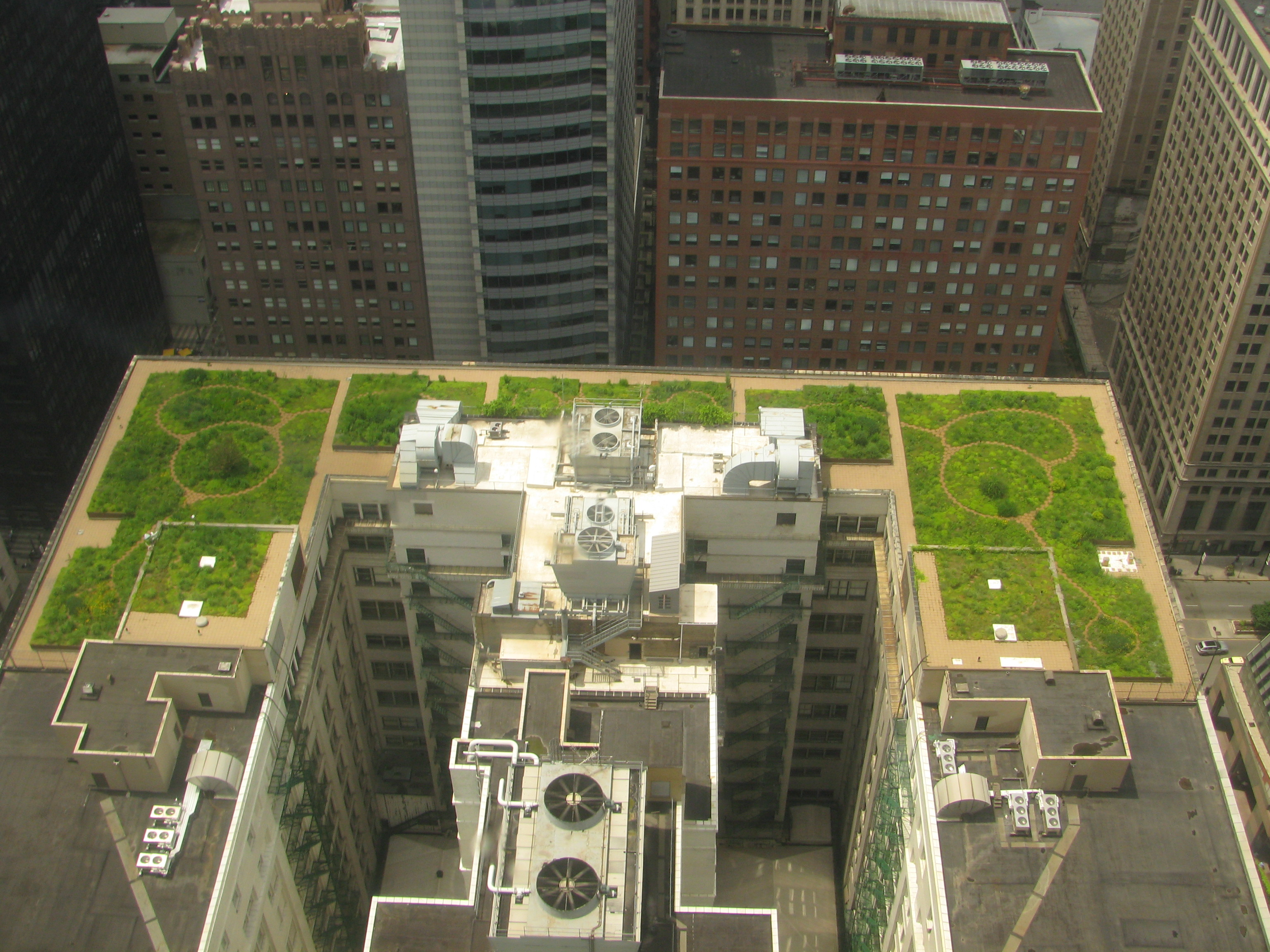
«Зелений дах» будівлі City Hall в Чикаго, Іллінойс

Існують різні типи зелених дахів, які поділяються на екстенсивні, інтенсивні та напів-інтенсивні системи. Екстенсивні зелені дахи неглибокі і потребують мінімального догляду, тоді як інтенсивні зелені дахи нагадують сади, дозволяючи розміщувати більші рослини і важчий субстрат, але вимагають більшого догляду. Напівінтенсивні дахи поєднують в собі риси обох систем, балансуючи між доступністю та потребами в обслуговуванні.

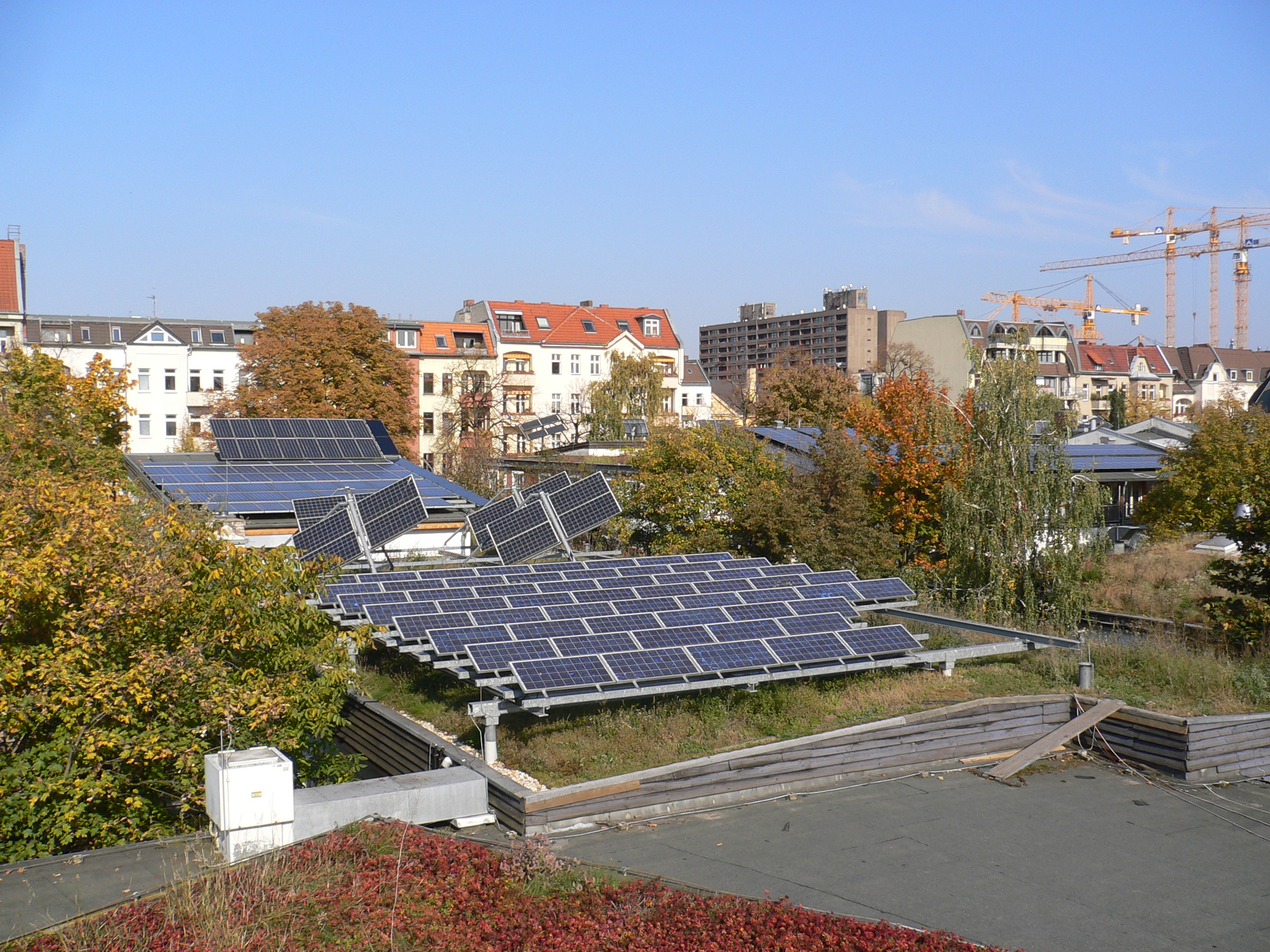
Синергія зелених дахів і сонячних панелей в стійкій архітектурі

З метою ще більшого покращення енергоефективності будівлі, з озелененням на даху можуть бути присутні сонячні батареї та термальні колектори. Синергічне поєднання сонячних панелей з рослинністю охолоджує панелі в теплі пори року (до 8°C), що сприяє збільшенню виробництва енергії.

## Історія

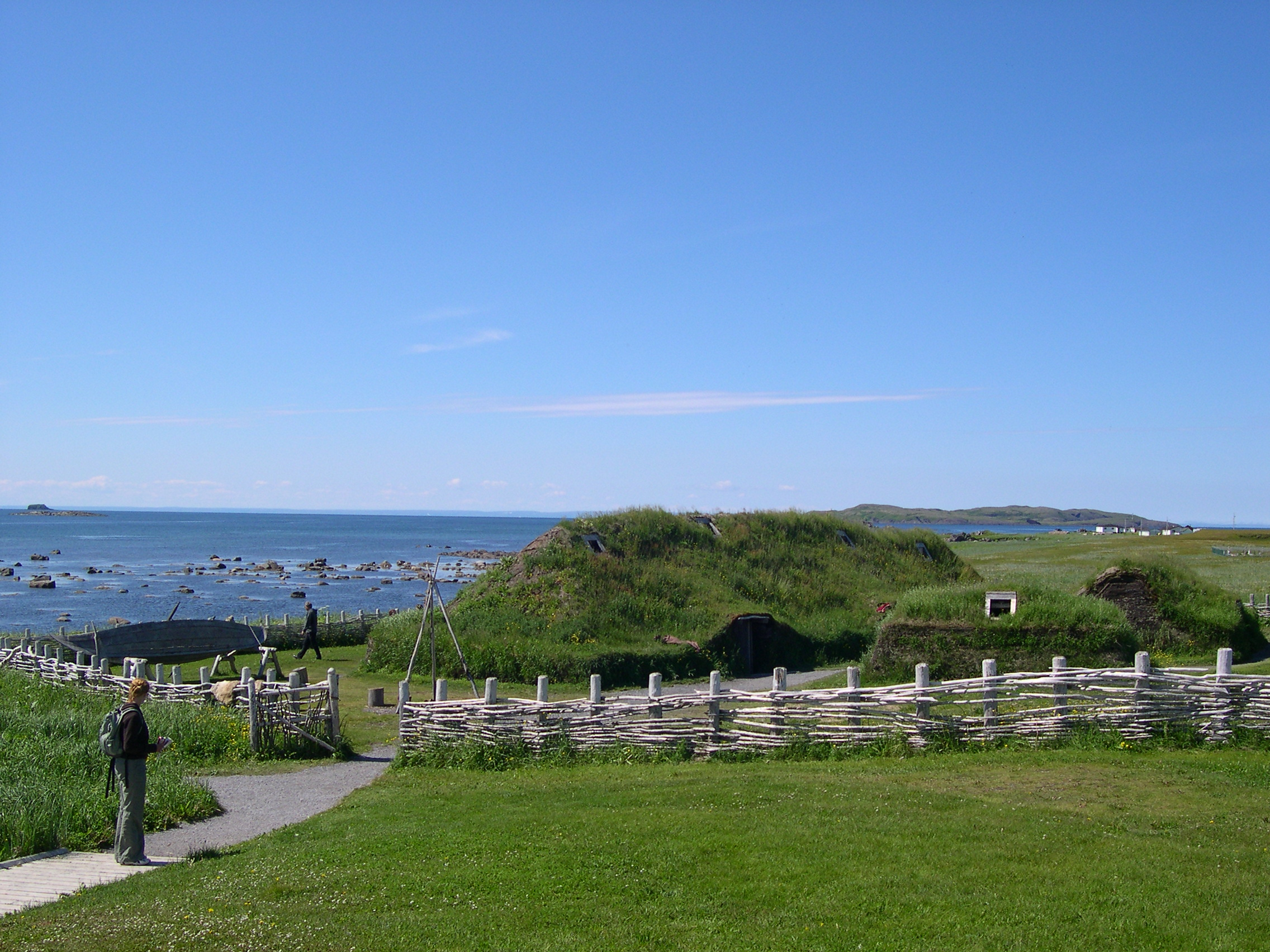
Реконструкція будинків вікінгів в Ньюфаундленді

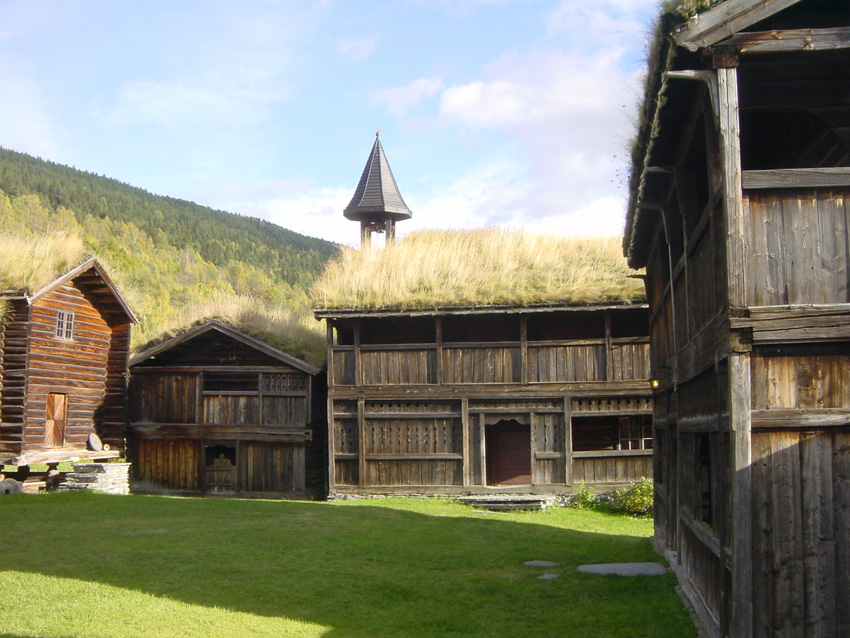
Дахи будівель XVIII століття, покриті дерном, Хейдал, Норвегія.

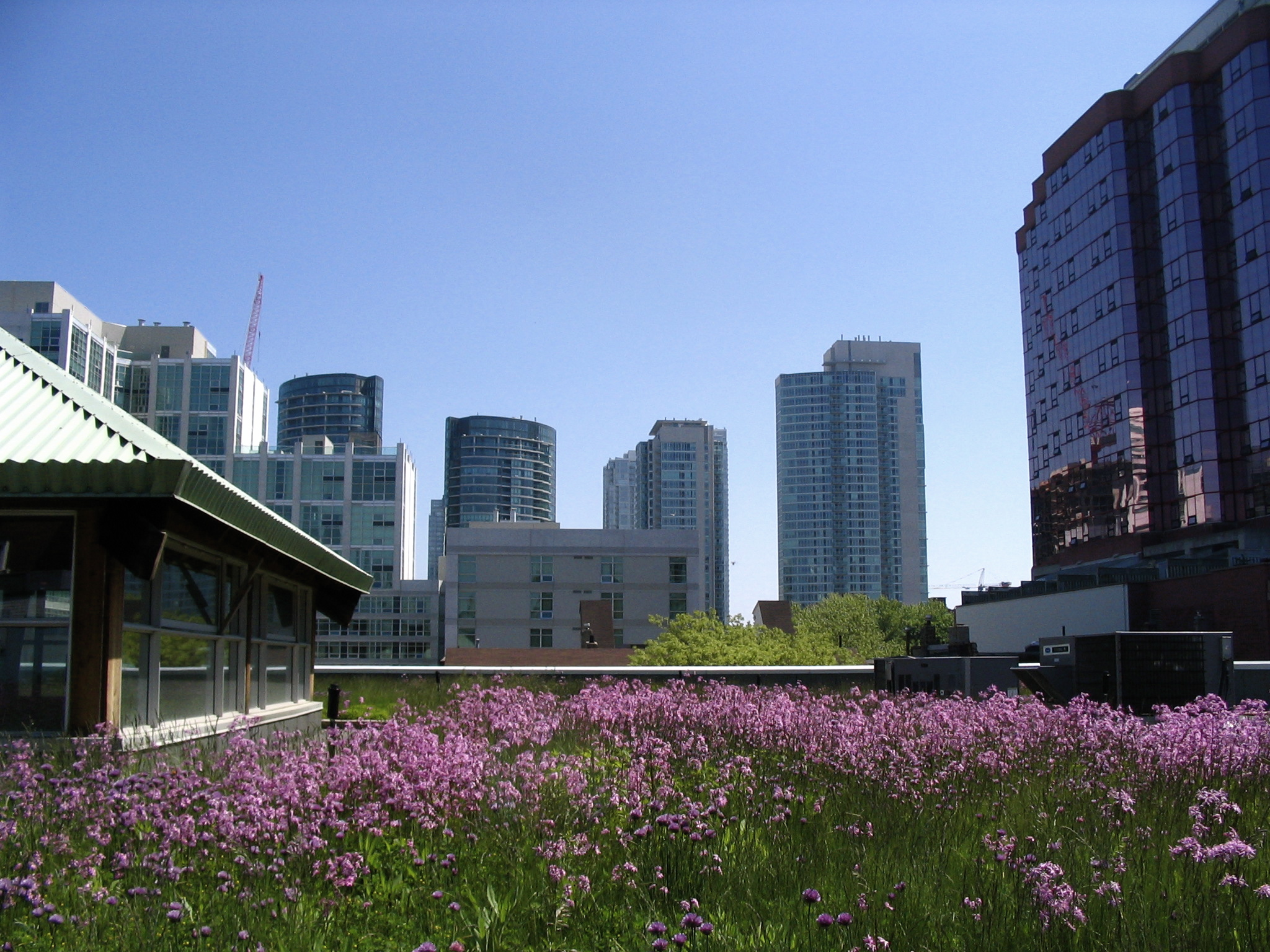
Зелена дах будівлі Mountain Equipment Co-op в Торонто, Канада.

Концепція зелених дахів має давнє коріння, а перші приклади можна знайти в скандинавських дернових дахах і Висячих Садах Вавилону. Однак сучасна технологія зелених дахів з'явилася в 20 столітті, особливо в Європі, і з тих пір була прийнята в усьому світі як ключовий компонент стійкої архітектури і сталого дизайну. Зараз зелені дахи широко використовуються для боротьби з екологічними наслідками урбанізації, покращення міського простору та розвитку сталих міст.
Сучасна методика озеленення дахів, з використанням спеціальних шарів для висаджування рослинності, захисту від коріння, дренажу тощо з'явилася відносно недавно. Однак самі по собі «зелені дахи» існують вже кілька століть. Наприклад, покриті дерном берестяні дахи в середньовічній Скандинавії. Сучасні технології висадки з'явилися в Німеччині в 1960-ті, і в наступні десятиліття поширилися по різних країнах. Ще в середині 2000-х, більше 10% всіх дахів у Німеччині були озеленені; і щороку будують 10 км2 нових зелених дахів, 85% з яких – екстенсивні зелені дахи. У США «зелені дахи» також стають популярні, хоча їх кількість ще не така велика, як у Європі.
У ряді європейських країн, включаючи Німеччину, Швейцарію, Нідерланди, Норвегію, Італію, Австрію, Угорщину, Швецію, Велику Британію таі Грецію, існують асоціації, які активно просувають ідею озеленення дахів. У місті Лінц в Австрії роботи девелоперів з озеленення дахів з 1983 року оплачуються муніципалітетом, а в Швейцарії федеральний закон про «зелені дахи» введений в дію з кінця 1990-х. У Великій Британії тенденція набирає офіційні обороти повільніше; тим не менш, у ряді міст, включаючи Лондон та Шеффілд, були розроблені закони, що заохочують озеленення дахів.

## Типи «зелених дахів»

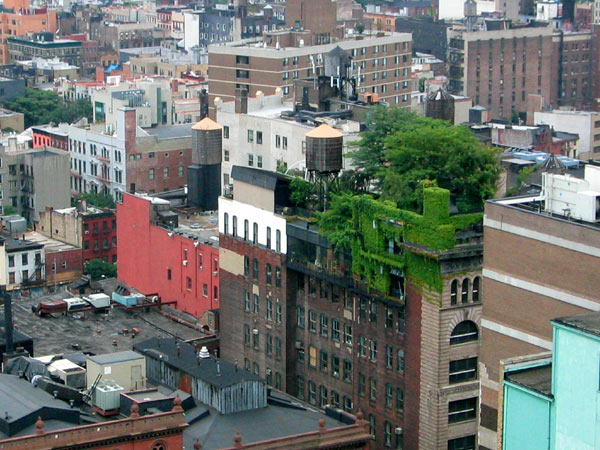
Сад інтенсивного типу на даху в Манхеттені

Озеленення дахів можна розділити на інтенсивне і екстенсивне, залежно від обсягу ґрунту (або іншого посадкового матеріалу), що розміщується на даху та кількості подальшого догляду.

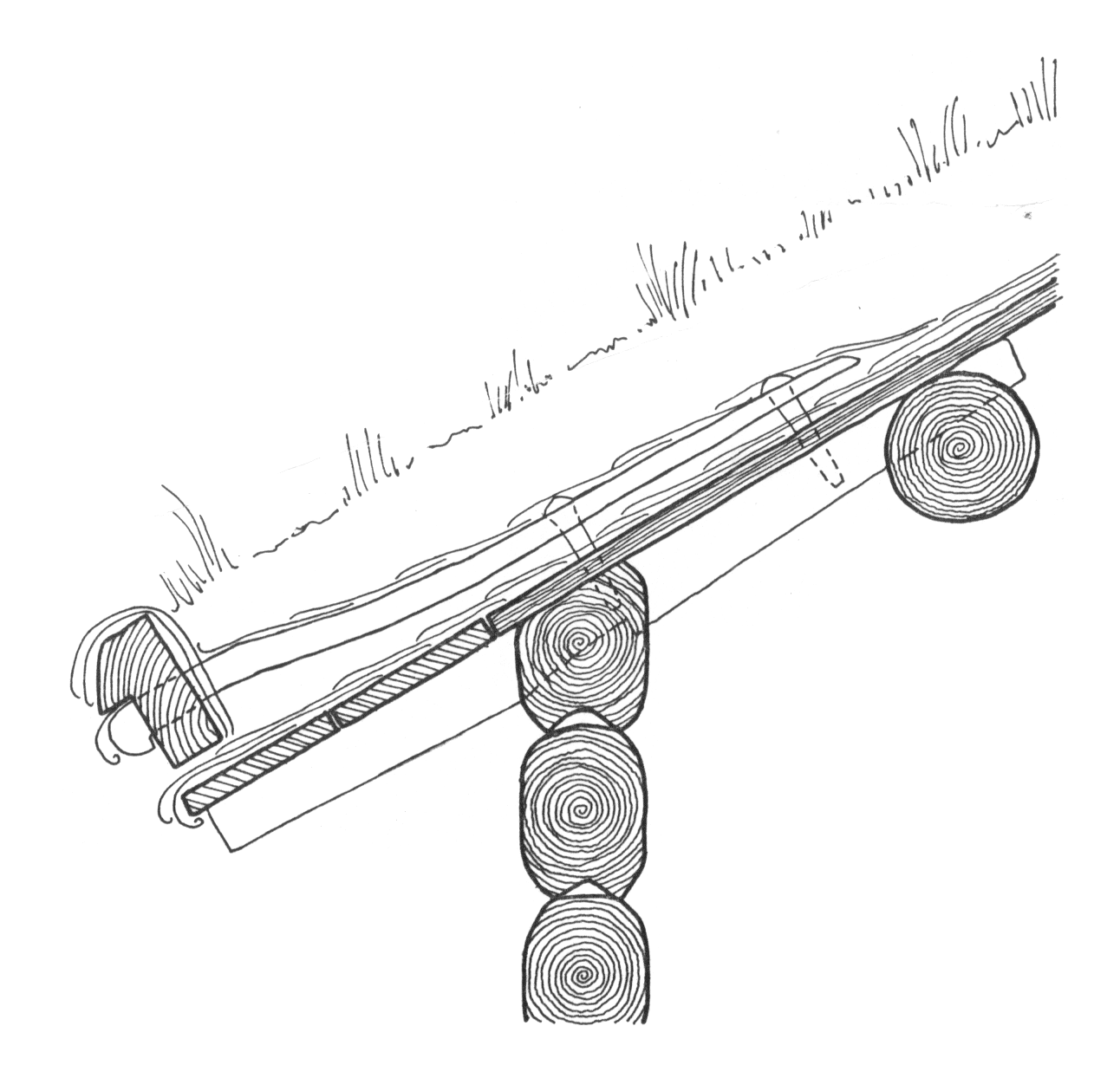
Дереновий дах

Також, «зелені дахи» можуть бути плоскими і похилими. У ряді випадків (хорошим прикладів є деренові дахи традиційних скандинавських будинків) конструкція похилого озелененого даху навіть простіше, ніж плоского — оскільки скат даху дозволяє надлишковій кількості води легко стікати вниз, то немає потреби використовувати дорогі водонепроникні покриття і дренажні шари, які є невід'ємною частиною озеленення плоских дахів.

### Інтенсивні
Для високих рослин — зазвичай невід'ємною складовою саду на даху — може знадобитися від 15 см до 1 метра ґрунту чи іншого субстрату, а також, як і у випадку зі звичайним садом, регулярний догляд садівників; тому такий тип озеленення вважається інтенсивним. У підсумку дах часто стає схожим на маленький парк, в якому можуть рости будь-які рослини, від салатів до чагарників та дерев.

### Екстенсивні

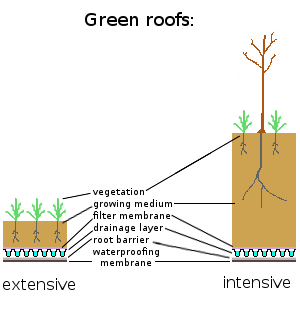
Екстенсивні та інтенсивні зедені дахи

Екстенсивно озеленені дахи, навпаки, майже не вимагають догляду (часто для підтримки життя рослин на такому даху достатньо внести добрива раз на рік), а для розміщення рослин потрібен мінімальний шар ґрунту або компосту. Для висадки седуму, наприклад, досить шару скловати, закріпленого на водонепроникному даху.
Вид озеленення істотно впливає на формування фітоценозу та визначає основні напрями агротехніки утримання насаджень екстенсивного даху.

## Вартість установки
Згідно з «Green Roofs for Healthy Cities», установка квадратного метра «зеленої даху» коштує близько 120–180 американських доларів, без урахування вартості водонепроникного покриття даху. У Європі вартість професійного озеленення дахів знаходиться в середньому в діапазоні від 20 до 50 євро за квадратний метр. Вартість варіюється залежно від типу зеленого покриття і типу озеленення даху, а також несучих конструкцій.
Для екстенсивних дахів також актуальні витрати на догляд за ними — незважаючи на те що такі дахи практично не їх вимагають, деякі витрати зазвичай все ж є, наприклад, на щорічну прополку рослинності. Догляд за «зеленими дахами» може включати в себе добриво ґрунтового шару — зазвичай це актуально для квітів і сукулентів; якщо озеленення даху обмежується зеленим килимом, то добрива зазвичай не використовуються. Тим не менш, якщо є необхідність використовувати добрива для такого типу дахів, то необхідні спеціальні добрива, що не вимиваються дощовою водою і не будуть забруднювати стічні води. Таким чином, звичайні рідкі добрива не підходять для екстенсивно озеленених дахів.

## Економічна вигода

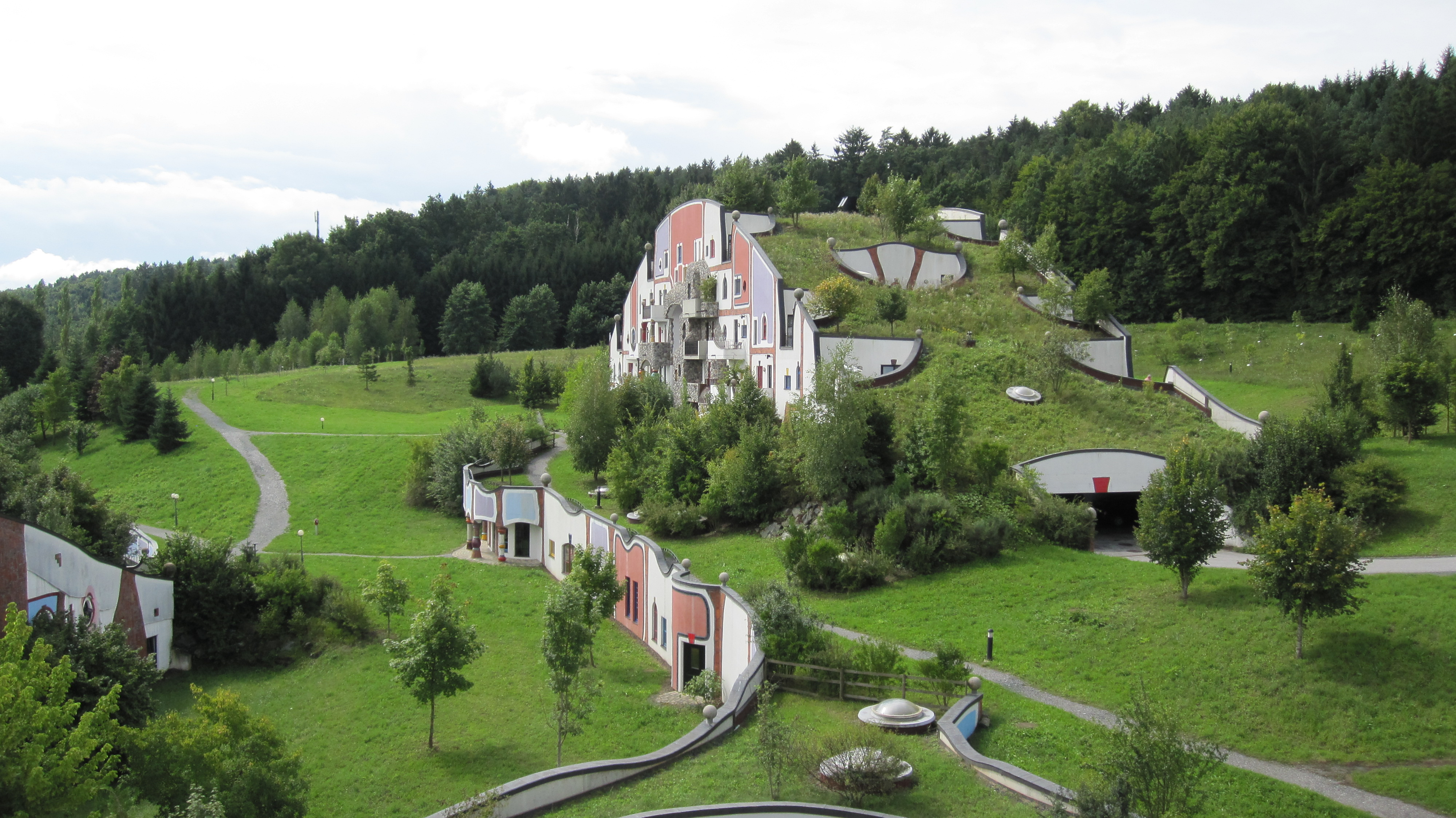
Зелений дах

Встановлення та будівництво зелених дахів може бути не тільки екологічно, а й економічно вигідним.
- Будучи захищені від погодних та кліматичних впливів, озеленені дахи служать у декілька разів довше за звичайні[21]
- Покращують термоізоляцію і зменшують витрати на охолодження та обігрів приміщень[23]
- Збільшують вартість нерухомості
- Збільшують ефективність встановлених сонячних панелей (за деякими оцінками, на 18%)[9]
- Сприяють управлінню дощовими водами[24][25][22]

Зелений дах часто є ключовим компонентом при розробці пасивного будинку.
В Німеччині, особливо в Берліні, з 1970-их років ведуться дослідження зелених дахів, а за останні 10 років інтерес до озеленення дахів і вивчення його ефектів спостерігається по всьому світу. В США існує близько 10 центрів дослідження, а різні пов'язані з озелененням дахів починання мають місце в більш ніж 40 країнах по всьому світу. У результаті недавніх експериментів на території Манчестера дослідники підтвердили, що поява зелених дахів у місті сприяє значному зменшенню температури: «Озеленення всіх дахів у місті здатне зробити істотний вплив на нагрів поверхонь, знижуючи середні денні та нічні температури відносно показників останніх сорока років, незалежно від ступеня забрудненості повітря. Озеленення дахів дає найбільший ефект… в зонах з щільною забудовою і з недостатньою кількістю вологи, що випаровується. Іншими словами, максимальний ефект спостерігається в міських центрах».

## Переваги

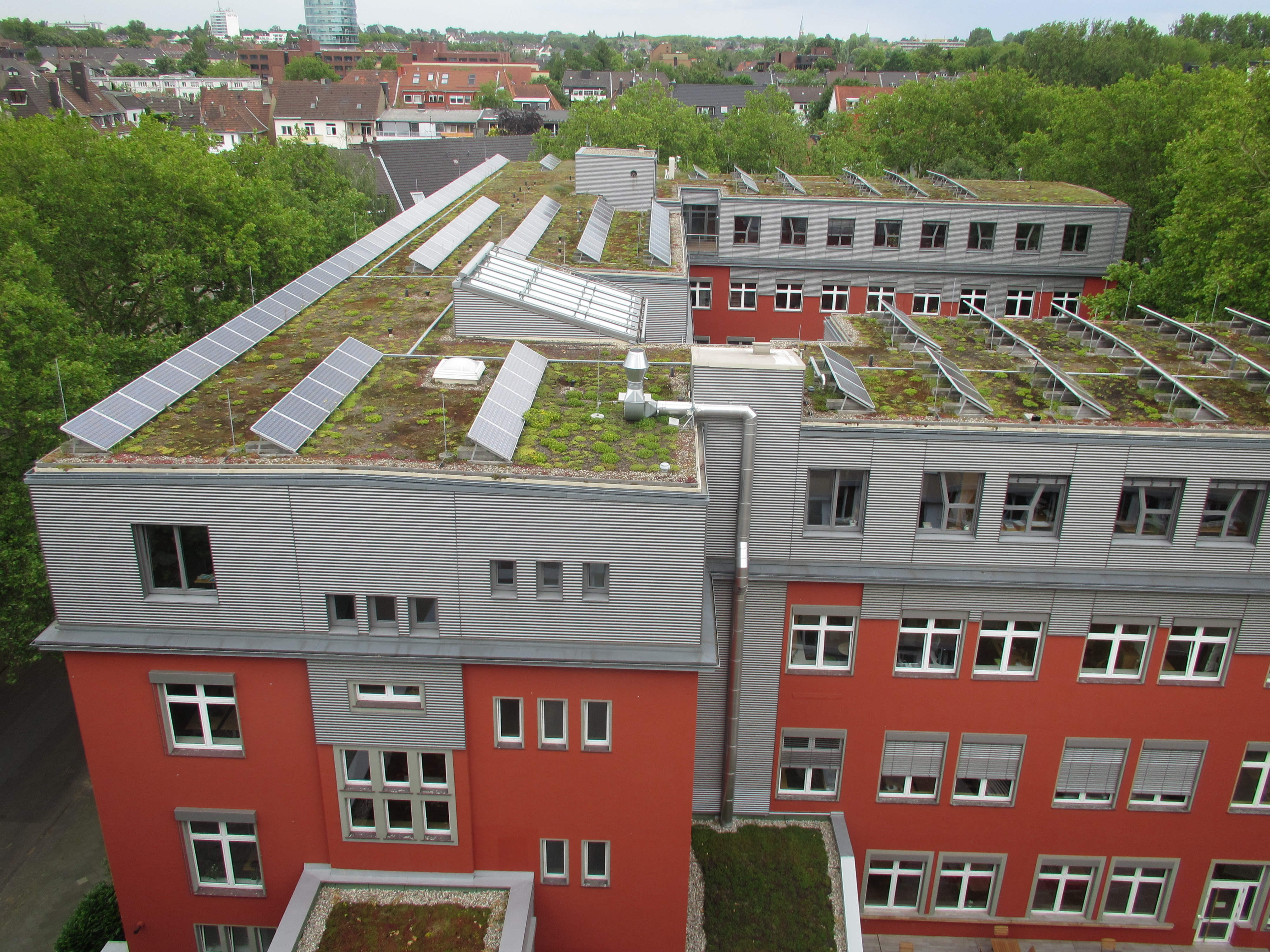
Зелені дахи з сонячними панелями

Зелені дахи є одними з найбільш придатних видів зеленої інфраструктури для густо урбанізованих територій та щільної житлової забудови, оскільки їх можна включати як у нове будівництво або ж додавати до існуючого під час реконструкції чи заміни даху. Зелений дах забезпечує ряд екологічних та фінансових переваг.
Наприклад, лише завдяки утримуванню дощової води, «зелені» дахи можуть бути екологічно та економічно вигідними протягом всього терміну їх експлуатації.
«Зелені дахи» дають змогу:

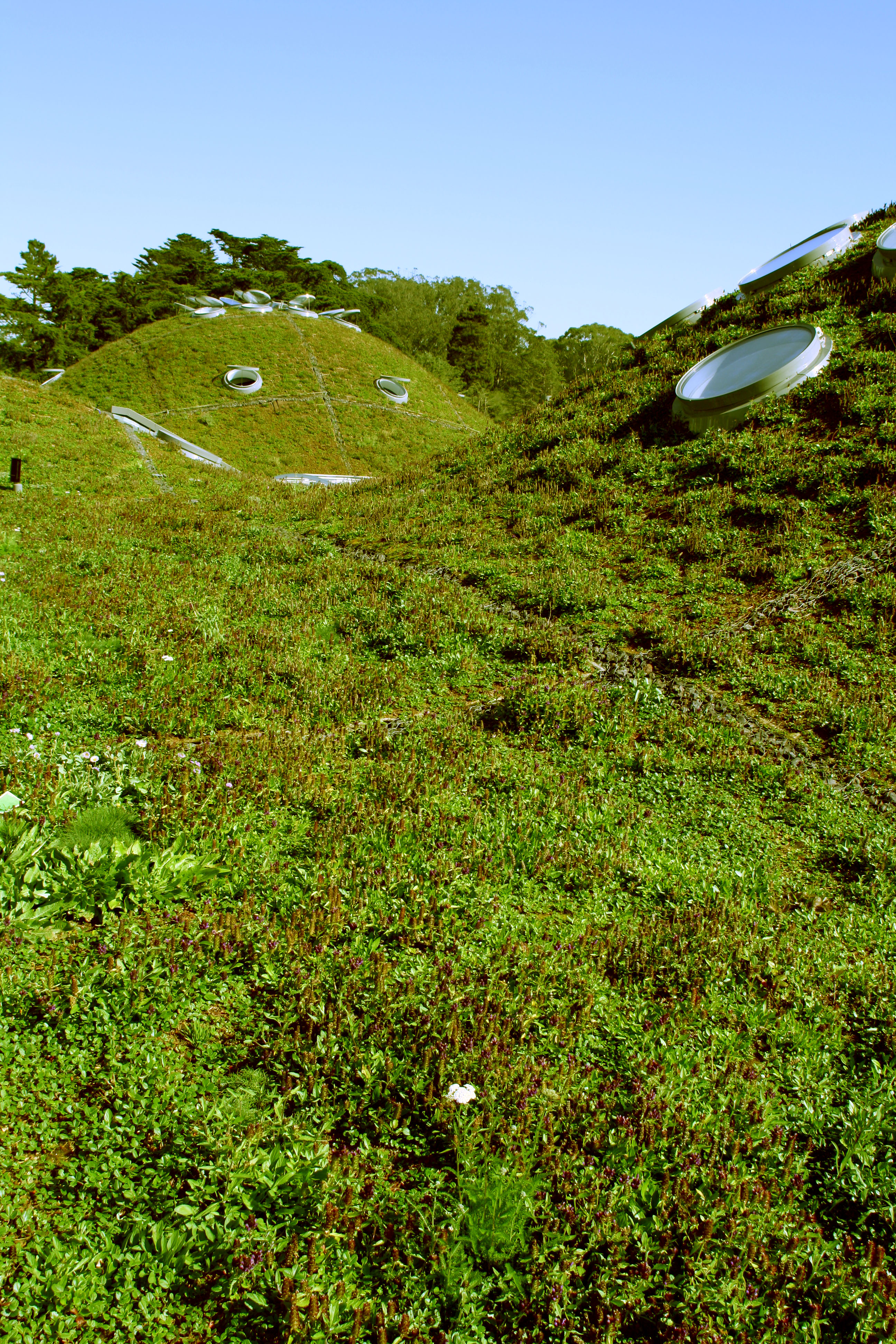
Сучасний зелений дах (Каліфорнійська академія наук). Щоб дах потребував якомога менше догляду, на ньоик висадили найбільш життєздатні види рослин.

- Зменшити потребу в штучних системах управління мікрокліматом, так як вони збільшують масу нагрівається поверхні і її тепловий опір. Результати показали, що порівняно з не-«зеленими» дахами, протягом сезонів охолодження «зелені дахи» забезпечили значну економію енергії, покращення комфорту в приміщенні і зниження температури стелі верхніх поверхів будівель.[28]

Дослідження, проведене в 2005 році в Університеті Торонто, показало, що озеленені дахи також сприяють скороченню тепловтрат і витрат на обігрів будівель в холодну пору, наближаючи такі будівлі до стандартів пасивного будинку.
- Скоротити витрати на охолодження будівель, завдяки природному випаровуванню вологи[3][30][31]

Особливо добре від перегріву захищають дахи, на яких розбита система теплиць, яка забирає зайве тепло, особливо в будівлях з великою площею даху і регулярним обігрівом, як-от басейни. Дослідження показують, що в літній час велика концентрація зелених дахів здатна істотно понизити середню температуру цілого міста, що, разом з іншими перевагами, актуально для адаптації до глобальної зміни клімату.
- Зменшити кількість води, що потрапляє на землю у вигляді опадів, внаслідок танення снігу тощо[24][25][22]
- Зелені дахи стають середовищем проживання для міської фауни, зберігаючи біорізноманіття[34][35][36]
- Озеленення дахів сприяє суттєвому зменшенню забрудненості повітря і збагаченню її киснем, що, у свою чергу, підвищує комфорт життя в місті, фізичне та ментальне здоров'я, і скорочує число захворювань, особливо астматичних[37][6]
- Очищають дощову воду, в тому числі і від важких металів[38]
- Поглинають шум; при цьому ґрунтовий шар поглинає низькі частоти звуку, а рослини — високі[39]
- «Зелені дахи» є ефективним сільськогосподарським простором і можуть допомогти зберегти популяцію бджіл[40].

## Недоліки
Основним недоліком озеленених дахів можна вважати велику початкову вартість в порівнянні зі звичайним дахом. Також, у сейсмонебезпечних регіонах озеленення може істотно ускладнити конструкцію даху. Не всі будівлі можуть бути обладнані будь-яким з типів «зелених дахів» через те, що їхні дахи можуть бути не розраховані на таке навантаження.
Для багатьох видів рослин актуальна також проблема збереження постійної вологості даху, і як наслідок — надійного захисту від протікання (нагадаємо, що коріння рослин можуть прорвати водозахисну мембрану, тому при грамотному озелененні потрібно також коренезахистний шар). Однак для екстенсивних зелених дахів, наприклад, покритих седумом, ця проблема неактуальна, оскільки даному виду рослинності вистачає періодично випадаючої дощової води, і він може довго жити в сухому ґрунті.
Слід, однак, пам'ятати, що озеленений дах живе в кілька разів довше за звичайний, оскільки вегетація захищає і сам дах, і мембранні шари від впливу погодних умов та ультрафіолету, що зазвичай легко покриває збільшені початкові витрати на озеленення.